# أثينايوس

Deipnosophistae, 1535

أثينايوس (باليونانية: Ἀθήναιος) هو خطيب ونحوي إغريقي من ناوكراتيس في مصر، وعاش في نهاية القرن الثاني وبداية القرن الثالث للميلاد. وتخبرنا موسوعة سويداس فقط أنه عاش في عهد ماركوس أوريليوس، ولكن الاحتقار الذي يتكلم به عن كومودوس (مات 192 م) يظهر أنه عاش بعد ذاك الإمبراطور.
ويقول أثينايوس بنفسه أنه كاتب بحث عن الثراتا (وهو نوع من السمك ذكره أرخيبوس وشعراء هزليين آخرين) وتاريخ الملوك السوريين، وكلا العملين قد ضاعا. ومازال في أيدينا عمل ديبنوسوفيستاي (باليونانية: Δειπνοσοφισταί) وتعني مائدة الحكماء أو المفكرون في الوليمة ويقع في خمسة عشر كتابا. والكتابان الأولان وأجزاء من الثالث والحادي عشر والخامس عشر قد بقيت إلينا فقط في خلاصات، ولكن ما عدا هذا فيمكن القول أن العمل وصل إلينا كاملا. والعمل مخزن هائل للمعلومات المتنوعة، وأغلبها مواضيع متعلقة بالطاولة، ولكنها تحتوي أيضا ملاحظات عن الموسيقى والرقص والأغاني والألعاب والمحظيات. وهو مليء بالاقتباسات عن كتّاب لم تصل أعمالهم إلينا؛ وتقريبا أشار أثينايوس لنحو 800 كاتب و2500 كتابا منفصلا؛ وكان أثينايوس يتباهي بأنه قرأ 800 مسرحية في مجال الكوميديا الوسطى وحدها.
تخطيط الديبنوسوفيستاي مثقل للغاية وت ترتيبه بشكل سيء. ويظهر أنه سجل أعطاه الكاتب لصديقه تيموكراتس في وليمة عقدت في بيت لاورينتيوس (أو لارينتيوس) وهو باحث وراعٍ للفنون. وهو بهذا حوار داخل حوار على أسلوب أفلاطون، ولكن إحدى الحوارات الطويلة بما يكفي لتشغل أياما عديدة (رغم أنها ممثلة بأنها استغرقت يوما واحدا فقط) لا يمكن إرجاع أسلوبها لما يماثل حوارات سقراط القصيرة. ومن بين الضيوف التسعة والعشرون نجد غالينوس وأولبيانوس، ولكن على الأغلب فقد كانوا كلهم شخصيات خيالية، وأغلبهم ليس لهم دور في المحاورات. وإن كان أولبيانوس مطابقا للقاضي المشهور، فلا بد أن الديبنوسوفيستاي كتب بعد موته (228 م)، ولكن القاضي كان قد اغتيل من قبل الحرس البرايتوري بينما في عمل أثينايوس يموت ميتة طبيعية. وتتنوع المحادثة من الأطباق أمام الضيوف إلى المواضيع الأدبية عن كافة الأوصاف فيدخل بهذا مواضيع عن النحو والنقد؛ حيث كان يفترض بهم أن يجلبوا معهم مقتطفات من الشعراء، وتتم قراءتها جهارا وتتم مناقشتها على الطاولة.
قد يعتبر العمل بأكمله محاولة غير متقنة لإظهار مدى توسع وتنوع مطالعات الكاتب. وكعمل فني فإن الكتاب قد يأخذ مرتبة متدنية، ولكن كذخيرة لشذرات الأعمال الأخرى ومجموعة المعلومات فإنه عمل نفيس، خاصة بذكره لأعمال ضاعت.

## روابط خارجية
- أثينايوس على موقع الموسوعة البريطانية (الإنجليزية)